# HP-65

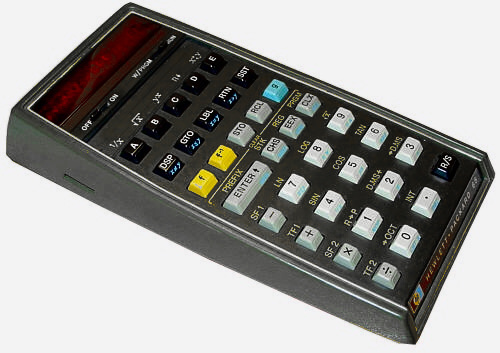
HP-65

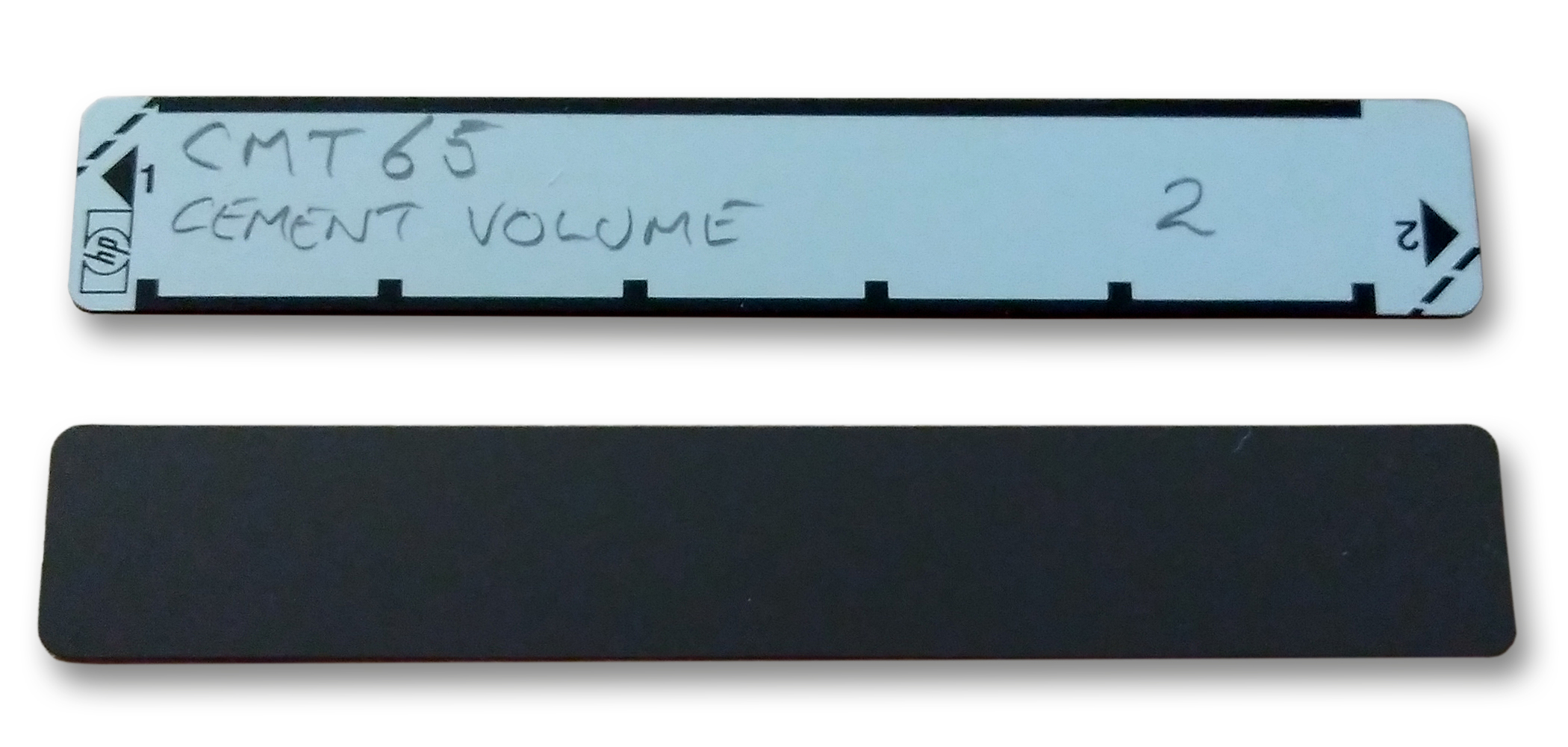
Cartolina magnetica HP

L'HP-65 è una calcolatrice scientifica programmabile RPN introdotta da Hewlett-Packard nel 1974.
È stata la prima calcolatrice programmabile a essere utilizzata durante una missione spaziale. La calcolatrice era in dotazione agli astronauti del programma test Apollo-Sojuz, da utilizzare nel caso di malfunzionamento dell'Apollo Guidance Computer.
È programmabile tramite cartoline magnetiche.